# المجلة الطبية للمغرب العربي

غلاف المجلة الطبية للمغرب العربي (العدد 368، عام 2004)

المجلة الطبية للمغرب العربي (بالفرنسية: Maghreb Médical، ردمد: 0330-258X) هي مجلة طبية تصدر شهريًا بتونس (مدينة) باللغة الفرنسية عن شركة نشر المجلة الطبية للمغرب العربي (بالفرنسية: Société d'édition du Maghreb Médical) للأطباء الناطقين بالفرنسية في المغرب العربي.
يقع مقرّها بـ: 18 نهج القرجاني، 1008 مونفلوري، تونس (مدينة).